# إجهاد حراري مهني
الإجهاد الحراري المهني هو تعرض العامل إلى حمل ناتج عن الحرارة الأيضية والعوامل البيئية والملابس التي يرتديها العمال ما يؤدي إلى زيادة تخزين الحرارة في الجسم. يمكن أن يؤدي الإجهاد الحراري إلى أمراض مرتبطة بالحرارة، مثل ضربة الشمس، وارتفاع الحرارة، والإنهاك الحراري، والتشنجات الحرارية، والطفح الجلدي الحراري، وأمراض الكلى المزمنة. وعلى الرغم من أن الإنهاك الحراري قليل الحدة، إلا أن ارتفاع الحرارة يعد حالة طبية طارئة ويتطلب علاجًا طارئًا، وفي حالة عدم توفره يمكن أن يؤدي إلى الوفاة. يمكن أن يسبب الإجهاد الحراري المرض وزيادة في حوادث العمل وانخفاض إنتاجية العمال. تشمل إصابات العمال التي تُعزى إلى الحرارة: تعرق راحتي اليدين، ونظارات الأمان الضبابية، والدوخة. وقد تحدث الحروق أيضًا نتيجة التلامس العرضي مع الأسطح الساخنة أو البخار. في الولايات المتحدة، أصبح الإجهاد الحراري المهني أكثر أهمية مع ارتفاع متوسط درجات الحرارة ولكن لا يزال هناك بعض التغاضي عنه. وهناك القليل من الدراسات واللوائح المتعلقة بتعرض العمال للحرارة.

## عوامل الخطورة
تتأثر الأمراض المرتبطة بالحرارة الناتجة عن الإجهاد الحراري المهني بعدة عوامل مثل تَعرض العمال لدرجات حرارة عالية، ورطوبة، وحركة هواء محدودة، وخاصة العمال في الخارج. ويمكن أن تؤثر العوامل الفيزيولوجية أيضًا على ضعف العامل، خاصةً إذا كانت وظيفتهم تتطلب مجهودًا بدنيًا، ما ينتج عنه حرارة أيضية. يمكن أن يكون العمال أيضًا أكثر عرضة للإصابة بأمراض الحرارة إذا أصيبوا بالجفاف بسبب التعرق وعدم شرب كمية كافية من الماء أو ضعف مستوى اللياقة البدنية.
تكون بعض الأدوية سبباً في صعوبة تكيف بعض الأشخاص مع درجات الحرارة المرتفعة، مثل بعض المضادات الحيوية الشائعة، وكذلك بعض أدوية السكري وأمراض القلب والأوعية الدموية والأدوية النفسية. يكون العمال الذين يعانون من أمراض القلب والأوعية الدموية، وأمراض الجهاز التنفسي، والسكري، وارتفاع ضغط الدم، أو السمنة، أو الحوامل أكثر عرضة للإصابة بأمراض الحرارة. بالإضافة إلى ذلك، فإن ارتداء ملابس ومعدات الحماية الشخصية الثقيلة أو السميكة تؤدي إلى منع العمال من التعرق بشكل صحيح، مما يمنع الجسم من التبريد بشكل فعال. يمكن للعمال أيضًا التكيف مع العمل في درجات حرارة عالية حتى تصبح أجسامهم أفضل في التبريد بمرور الوقت، على الرغم من أن هذا يتطلب عملية تأقلم لعدة أسابيع.

### التأقلم
وفقًا للمعهد الوطني للسلامة والصحة المهنية (NIOSH)، فإن التأقلم هو عملية بيولوجية يمر بها الفرد للتكيف مع الحافز بعد التعرض المستمر له. من الناحية الفيزيولوجية، يسمح التأقلم مع الحرارة لجسم العامل أن يبرد نفسه بطريقة أكثر كفاءة عند تعرضه لدرجات حرارة عالية. وعندما يتكيف العامل مع العمل في بيئة أكثر سخونة، يصبح لديه معدل ضربات قلب أقل، ويبدأ التعرق في وقت مبكر، ويكون لديه زيادة في تدفق الدم إلى الأوعية الدموية بالقرب من الجلد، مما يسمح لجسمه بتبريد نفسه بشكل أكثر كفاءة من العامل غير المتأقلم مع الحرارة. انظر القسم أدناه حول جداول التأقلم لعمليات محددة.

## أمثلة على المهن عالية الخطورة
يتعرض العاملون في العديد من المهن لخطر الإجهاد الحراري. المعرضون للخطر بشكل خاص هم العمال في الهواء الطلق الذين لديهم مهام بدنية، مثل رجال الإطفاء، وعمال المناجم، والعسكريون، وعمال البناء، ومهندسو الحدائق، والرياضيون، وعمال التوصيل، وعمال الزراعة. بالإضافة إلى ذلك، تتطلب العديد من الوظائف الداخلية أيضًا مجهودًا كبيرًا في الظروف شديدة الحرارة، على سبيل المثال عمال المصانع وعمال غرفة الغلايات واللحامون وموظفو المطبخ. ويجب على جميع العمال أن يكونوا على دراية بخطر الإصابة بأمراض الحرارة وأن يتأكدوا من شربهم الكثير من الماء وأخذ فترات راحة في أماكن باردة لتجنب أي آثار شديدة في الظروف الحارة بشكل غير عادي.